# Mont Lulu Fakahega
Le mont Lulu Fakahega est le point culminant de l'île de Wallis, à Wallis-et-Futuna, en Océanie. Il s'élève à 151 mètres d'altitude,.